# Amortyzator hydropneumatyczny
Amortyzator hydropneumatyczny (cieczowo-gazowy) łagodzi uderzenia oraz umożliwia tłumienie drgań. Pod wpływem uderzeń działających na tłok ciecz z cylindra przepływa przez otworki do cylindra powodując sprężanie znajdującego się w nim powietrza.